# Гра на відповідність
Ігри на відповідність — ігри, у яких гравці мають знаходити елементи, що відповідають один одному. Учасникам потрібно відшукати пару для слова, зображення, плитки чи карти. Наприклад, учні викладають 30 карток зі словами (15 пар) долілиць у випадковому порядку. Кожен гравець перевертає по дві картки за один хід, прагнучи, спираючись на пам’ять, знайти дві однакові.

## Приклади
Види ігор, у яких може бути елемент відповідності:
- Доміно
- Настільні ігри, такі як маджонг-солітер
- Карткові ігри, як-от «Концентрація» або «Rummy»
- Три в ряд

## Різновиди відповідності
Більшість ігор на відповідність є об’єктивними, оскільки правила чітко визначають критерії, за якими формується пара чи збіг. Втім, деякі ігри, наприклад «Dixit» чи «Apples to Apples», базуються на суб’єктивному судженні одного чи кількох гравців-суддів. У таких випадках вартість збігу залежить від їхнього рішення, хоча правила визначають, хто і коли приймає подібні рішення.

## Карткові ігри на відповідність
У карткових іграх на відповідність гравці по черзі викладають карти до скидувальної купи або на ігрове поле, дотримуючись певних правил. Якщо гравець не може виконати хід згідно з правилами, зазвичай він змушений добрати додаткові карти. Основна мета полягає в тому, щоб позбутися всіх своїх карт. Виділяють три основні підгрупи карткових ігор на відповідність:
- Карти викладаються у висхідному порядку, часто за мастю.
- Карти додаються до однієї купи, співставляючись за мастю або рангом із попередньою картою.
- Карти додаються до викладу на столі або можуть пересуватися в його межах згідно з правилами.